# Tibor Széles
Tibor Széles (ur. 24 listopada 1924 w Budapeszcie, zm. 3 stycznia 2015 tamże) – węgierski kierowca wyścigowy i rajdowy.

## Kariera
Karierę wyścigową rozpoczął po zakończeniu II wojny światowej w okresie, gdy osoby prywatne nie mogły posiadać na Węgrzech samochodu. Początkowo ścigał się motocyklami. Od 1953 roku rywalizował również samochodami wyścigowymi, a jego pojazd był wyposażony w silnik Aero. W 1955 roku nabył Maserati 8CM, które przed wojną należało do Ernő Festeticsa. Széles ścigał się tym samochodem do 1957 roku. Ogółem w latach 1950–1957 siedmiokrotnie zdobył mistrzostwo Węgier. Ponadto w 1964 roku został mistrzem krajowej Formuły 3.
Ścigał się również za granicą, m.in. we Wschodnioniemieckiej Formule 3 oraz w ramach Pucharu Pokoju i Przyjaźni. Uczestniczył również w rozgrywanym w ramach Formuły Junior Grand Prix Węgier na lotnisku Ferihegy.

## Wyniki we Wschodnioniemieckiej Formule 3
| Legenda oznaczeń w tabelach wyników Wyświetl szablon na nowej stronie | Legenda oznaczeń w tabelach wyników Wyświetl szablon na nowej stronie                                                                     |
| Oznaczenie                                                            | Wyjaśnienie |
| --------------------------------------------------------------------- | --- |
| Złoty                                                                 | Zwycięzca lub mistrzostwo |
| Srebrny                                                               | 2. miejsce lub wicemistrzostwo |
| Brązowy                                                               | 3. miejsce lub II wicemistrzostwo |
| Zielony                                                               | Ukończył, punktował (w klasyfikacji generalnej, gdy zdobył co najmniej jeden punkt na przestrzeni sezonu, poza trzema powyższymi opcjami) |
| Niebieski                                                             | Ukończył, nie punktował (w klasyfikacji generalnej, gdy nie zdobył co najmniej jednego punktu na przestrzeni sezonu)                      |
| Czerwony                                                              | Nie zakwalifikował się (NZ) |
| Czerwony                                                              | Nie prekwalifikował się (NPK) |
| Różowy                                                                | Nie ukończył (NU) |
| Różowy                                                                | Niesklasyfikowany (NS) (w klasyfikacji generalnej, gdy nie został sklasyfikowany w żadnym wyścigu sezonu)                                 |
| Czarny                                                                | Zdyskwalifikowany (DK) |
| Czarny                                                                | Wykluczony (WYK/EX) |
| Biały                                                                 | Nie wystartował (NW) |
| Biały                                                                 | Kontuzjowany (K/INJ) |
| Biały                                                                 | Wyścig odwołany (OD/C) |
| Bez koloru                                                            | Został wycofany (WYC/WD) |
| Bez koloru                                                            | Nie przybył (NP/DNA) |
| Bez koloru                                                            | Nie brał udziału w treningach (NT/DNP) |
| Bez koloru                                                            | Nie został zgłoszony (–) |
| Pogrubienie                                                           | Start z pole position |
| Kursywa                                                               | Najszybsze okrążenie wyścigu |
| †                                                                     | Nie ukończył, ale jego rezultat został zaliczony ze względu na przejechanie więcej niż 90% dystansu wyścigu.                              |
| *                                                                     | Sezon w trakcie |
| 1/2/3                                                                 | Punktowana pozycja w sprincie kwalifikacyjnym                                                                                             |
| Lista systemów punktacji Formuły 1                                    | |

W latach 1960–1963 mistrzostwa rozgrywano według przepisów Formuły Junior.
| Rok  | Zespół          | Samochód  | Silnik   | Wyniki w poszczególnych eliminacjach | Wyniki w poszczególnych eliminacjach | Wyniki w poszczególnych eliminacjach | Wyniki w poszczególnych eliminacjach | Wyniki w poszczególnych eliminacjach | Wyniki w poszczególnych eliminacjach | Pkt. | Msc. |
| ---- | --------------- | --------- | -------- | ------------------------------------ | ------------------------------------ | ------------------------------------ | ------------------------------------ | ------------------------------------ | ------------------------------------ | ---- | ---- |
| 1963 |                 |           |          |                                      |                                      |                                      |                                      |                                      |                                      | 0    | NS   |
| 1963 | Magyar Autóklub | Melkus 63 | Wartburg | -                                    | -                                    | -                                    | -                                    | 10                                   | -                                    | 0    | NS   |
| 1964 |                 |           |          |                                      |                                      |                                      |                                      |                                      |                                      | 0    | NS   |
| 1964 | Magyar Autóklub | Melkus 63 | Wartburg | -                                    | -                                    | -                                    | -                                    | 11                                   | 6                                    | 0    | NS   |
| 1965 |                 |           |          |                                      |                                      |                                      |                                      |                                      |                                      | 0    | NS   |
| 1965 | Magyar Autóklub | Melkus 63 | Wartburg | 13                                   | -                                    | 21                                   | -                                    | 7                                    | -                                    | 0    | NS   |
| 1966 |                 |           |          |                                      |                                      |                                      |                                      |                                      |                                      | 0    | NS   |
| 1966 | Magyar Autóklub | Melkus 63 | Wartburg | -                                    | -                                    | -                                    | -                                    | 10                                   | -                                    | 0    | NS   |
| 1967 |                 |           |          |                                      |                                      |                                      |                                      |                                      |                                      | 0    | NS   |
| 1967 | Magyar Autóklub | Melkus 63 | Wartburg | -                                    | -                                    | -                                    | -                                    | -                                    | NU                                   | 0    | NS   |